# Чемпіонат
Чемпіонат — термін, який вживають у спорті, для позначення різних форм конкуренції, в якому метою є визначити, які особи або команда є найсильнішими в цей час в певному виді спорту.
Синоніми: змагання; міряння сил; турнір; першість; конкурс.

## Види чемпіонатів
Різні форми конкуренції можуть бути віднесені до терміна «чемпіонат»:
- Титульні матчі — учасник повинен викликати на двобій чинного чемпіона, щоб виграти чемпіонат. Цю форму використовують у вільній боротьбі, боксі, та інших видах єдиноборств.
- Турнір — змагання, проведені у форматі на виліт, наприклад Вімблдонський турнір, або у змішаному форматі з груповим етапом, після якого йде плей-оф, наприклад Чемпіонат Європи з футболу.
- Ліга — система, в якій всі конкуренти грають один з одним, один чи кілька разів, наприклад Чемпіонат України з футболу.
- Плей-оф — турнір, де команди або спортсмени грають за системою на виліт.